# NSE 20
Le NSE 20 est un indice boursier de la bourse de Nairobi. Il se compose des 20 principales capitalisations boursières du pays.